# Ulla Forsell

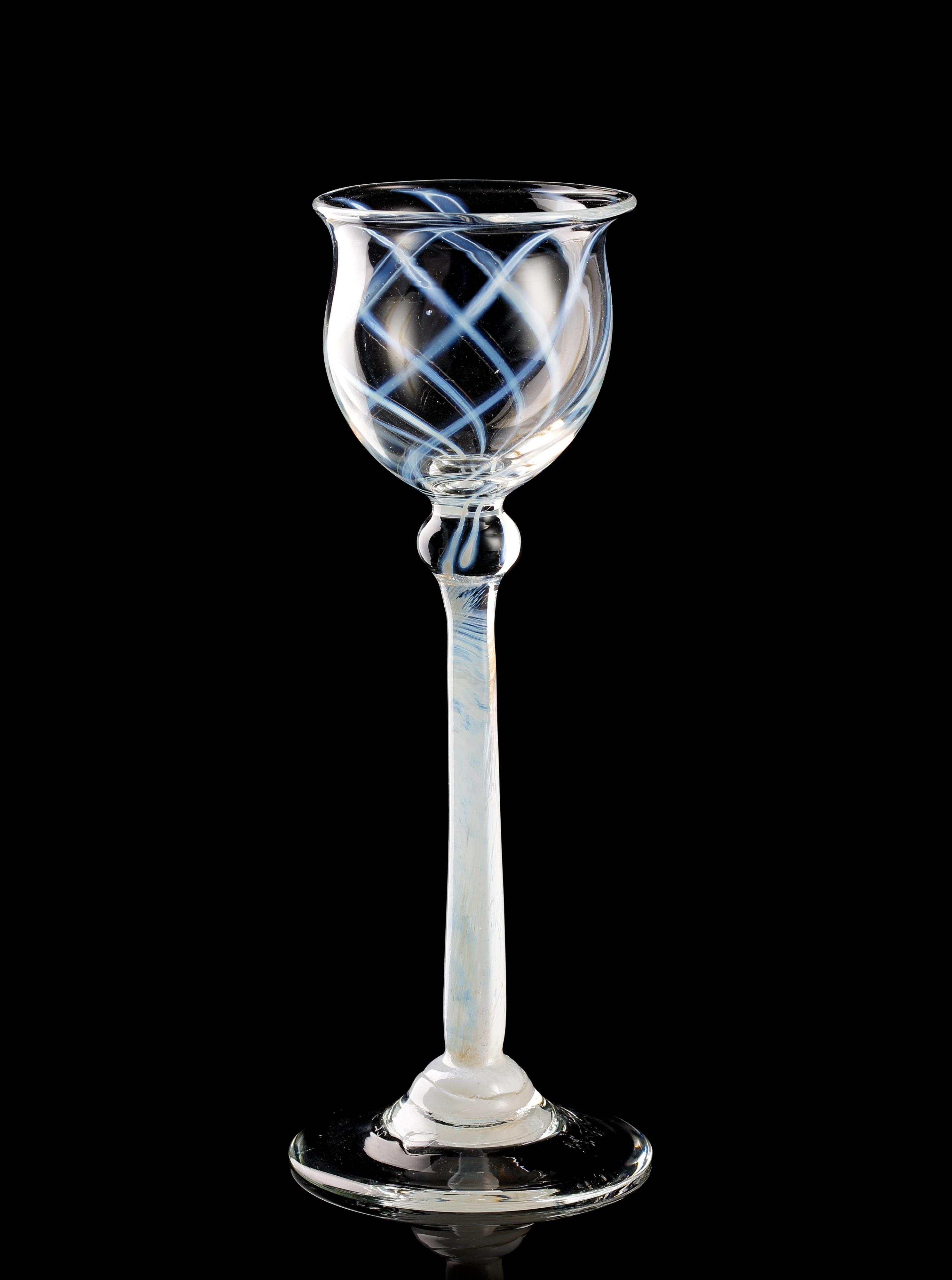
Vinglas i trådglasteknik av Ulla Forsell 1979

Ulla Barbro Maria Forsell, född 29 februari 1944 i Stockholm, är en svensk glaskonstnär. 
Forsell, som är dotter till kamrer Tore Forsell och Svea Malmberg, studerade vid Konstfackskolan 1966–1971 och vid Orrefors glasskola 1971–1973. Hon var stipendiat vid Rietveld Academie i Amsterdam 1972 och startade egen glashytta i Stockholm 1974. Hon har utfört offentlig utsmyckning på Blackebergs sjukhus, på Örebro stadsbibliotek och på nya radiostationen i Sundsvall. Hon har hållit separatutställningar och deltagit samlingsutställningar i Sverige, Norge, Danmark, Finland, Island, Storbritannien, Tyskland, Nederländerna, Frankrike, Schweiz, USA och Japan. Hon var konstnärlig ledare för glasprojektet Swedish Center Foundation i Sapporo 1986–1987. Hon är representerad på Nationalmuseum, Röhsska museet i Göteborg, Norrköpings och Malmö museer, Kunstindustrimuseet i Köpenhamn, Kunstsammlung Veste i Coburg, Corning Museum of Glass i New York och Sapporo Museum of Modern Art.